# Vinton, Iowa
Vinton är en stad (city) i Benton County, i delstaten Iowa, USA. Enligt United States Census Bureau har staden en folkmängd på 5 260 invånare (2011) och en landarea på 12,3 km². Vinton är huvudort i Benton County.